# Coupe de France de hockey sur glace 1975-1976
Navigation
Coupe de France 1975 Coupe de France 1977
La Coupe de France de hockey sur glace 1975-1976 s'achève le 24 avril 1976. La finale s'est jouée à Dijon et a été remporté par Saint-Gervais face à Caen.

## Déroulement de la compétition

### Premier tour
Les matchs ont eu lieu le 27 mars 1976.
- Grenoble - Chamonix 2-3 [vendredi 26 mars]
- Caen - Viry-Châtillon ???
- FV Paris - Tours 4-8
- Croix - Amiens 4-2
- Megève - Villard-de-Lans 6-5

### Quarts de finale
Les matchs ont eu lieu le 3 avril 1976.
- Megève - Chamonix 6-1
- Saint-Gervais - Gap 10-6
- Caen - Croix 3-1 (1-0,1-0,1-1)
- Tours - Reims 10-7 (2-0,2-3,6-4) [samedi 10 avril]

### Demi-finales
Les matchs ont eu lieu le 17 avril 1976.
- Caen - Megève 6-3
- Tours - Saint-Gervais 7-11

### Finale
La finale de cette édition a lieu le 24 avril 1976 à Dijon.
- Saint-Gervais - Caen 12-6